# Var, Caraș-Severin
Var este un sat în comuna Obreja din județul Caraș-Severin, Banat, România.